# 2016 en art
| Années de l'art : 2013 - 2014 - 2015 - 2016 - 2017 - 2018 - 2019    |
| Décennies de l'art : 1980 - 1990 - 2000 - 2010 - 2020 - 2030 - 2040 |

Cette article présente les faits marquants de l'année 2016 en art.